# アンドレアモン
アンドレアモン（欧字名:Andre Amon、1979年4月21日 - 不明）は、日本の競走馬、種牡馬。主な勝ち鞍に1984年のウインターステークス、1985年のフェブラリーハンデキャップ。

## 競走馬時代
1979年に青森県の三浦牧場により生産。アモンの所有馬となり美浦の松山康久厩舎に預託された。
1981年11月に中山競馬場ダート1200mの新馬戦で吉永正人鞍上でデビューし、2番人気に支持されるが15着に終わる。翌1982年4月に4戦目で初勝利を挙げた。
400万条件に昇級後は芝を2戦するが6・7着で、ダートに戻って2勝目を挙げた。800万条件に昇級しても大崩れなく走り、昇級4戦目のダート1800mの競走で勝ち上がり、ダート1800mばかりで3勝目となった。年が明けて1983年1月に門松賞出走、昇級戦ながら2着に入ったが、この後は休養に充てた。
同年7月に800万下に降級となり、復帰初戦の大倉山特別は3着だったものの、続く摩周湖特別で4勝目を挙げると、続く800万下条件戦、南武特別、さらには昇級後の1300万下条件戦まで4連勝を飾り、この年を終えた。
1984年は7月の道新杯で復帰し、タイムス杯で2着となるが、続く自己条件のオクトーバーハンデキャップは久しぶりの芝と2400mが影響したのか10着と大敗を喫する。しかし、その後のカブトヤマ記念では得意距離もあって2着に食い込み、芝でも力を発揮できるところを見せた。
根岸ステークスも2着に入ると、自己条件の霜月賞で8勝目を挙げ、年末のウインターステークスをレコードタイムで勝って重賞初勝利となり、優駿賞最優秀ダートホースに選出された。さらに年が明けて1985年も勢いは止まらず、アレキサンドライトステークス、フェブラリーハンデキャップ、京葉ステークスと5連勝となった。フェブラリーハンデキャップではトップハンデの58.5kg、京葉ステークスでは60.5kgという重い斤量を背負いながらの勝利であり、充実ぶりを物語っている。
しかし、これ以降は出走する度に重い斤量を背負うこととなり、タイムス杯では61.5kgという酷とも言える斤量ながら13勝目を挙げたが、これが最後の勝利となってしまう。
年末にはウインターステークス連覇を賭けて出走、1番人気に推されたものの4着が精一杯だった。この年も最優秀ダートホースに選出されている。
1986年のフェブラリーハンデキャップは62kgと、これまでで一番重い斤量で出走となり6着に終わる。このレースを最後に現役を引退することとなった。

## 年度別競走成績
- 1984年
  - 1着 - ウインターステークス
  - 2着 - タイムス杯、カブトヤマ記念、根岸ステークス
- 1985年
  - 1着 - アレキサンドライトステークス、フェブラリーH、京葉ステークス、タイムス杯

## 種牡馬時代
引退後は種牡馬入りした。1989年産のローリエアンドレが1993年のウインターステークスを制し、産駒の重賞初制覇、かつウインターステークスの親子制覇を達成した。
種牡馬引退後は2003年の時点では功労馬繋養展示事業における助成金交付を受けて生まれ故郷の三浦牧場で余生を過ごしていたが、2004年度より助成対象から外れており、その後の詳細は不明。

### 主な産駒
- 1989年産
  - ローリエアンドレ（ウインターステークス）[4]

## 血統表
| アンドレアモンの血統(ボワルセル系／Tourbillon(Diademe)5×5=6.25%) | アンドレアモンの血統(ボワルセル系／Tourbillon(Diademe)5×5=6.25%) | アンドレアモンの血統(ボワルセル系／Tourbillon(Diademe)5×5=6.25%) | （血統表の出典）        | （血統表の出典） |
| 父 リュウファーロス 1963 鹿毛                                    | 父の父*ヒンドスタン Hindostan 1946 黒鹿毛                        | Bois Roussel                                                     | Vatout                  | Vatout           |
| 父 リュウファーロス 1963 鹿毛                                    | 父の父*ヒンドスタン Hindostan 1946 黒鹿毛                        | Bois Roussel                                                     | Plucky Liege            |                  |
| 父 リュウファーロス 1963 鹿毛                                    | 父の父*ヒンドスタン Hindostan 1946 黒鹿毛                        | Sonibai                                                          | Solario                 | Solario          |
| 父 リュウファーロス 1963 鹿毛                                    | 父の父*ヒンドスタン Hindostan 1946 黒鹿毛                        | Sonibai                                                          | Udaipur                 |                  |
| 父 リュウファーロス 1963 鹿毛                                    | 父の母*ドルガ Dolga 1955 栗毛                                    | *ガルカドール Galcador                                           | Djebel                  | Djebel           |
| 父 リュウファーロス 1963 鹿毛                                    | 父の母*ドルガ Dolga 1955 栗毛                                    | *ガルカドール Galcador                                           | Pharyva                 |                  |
| 父 リュウファーロス 1963 鹿毛                                    | 父の母*ドルガ Dolga 1955 栗毛                                    | Gallixene                                                        | Jock                    | Jock             |
| 父 リュウファーロス 1963 鹿毛                                    | 父の母*ドルガ Dolga 1955 栗毛                                    | Gallixene                                                        | Albarelle               |                  |
| 母 メイセツ 1971 鹿毛                                            | 母の父*レベルコ Rebelco 1964 黒鹿毛                              | Tanerko                                                          | Tantieme                | Tantieme         |
| 母 メイセツ 1971 鹿毛                                            | 母の父*レベルコ Rebelco 1964 黒鹿毛                              | Tanerko                                                          | La Divine               |                  |
| 母 メイセツ 1971 鹿毛                                            | 母の父*レベルコ Rebelco 1964 黒鹿毛                              | Relance                                                          | Relic                   | Relic            |
| 母 メイセツ 1971 鹿毛                                            | 母の父*レベルコ Rebelco 1964 黒鹿毛                              | Relance                                                          | Polaire                 |                  |
| 母 メイセツ 1971 鹿毛                                            | 母の母ニットウホープ 1963 黒鹿毛                                 | *ライジングフレーム Rising Flame                                 | The Phoenix             | The Phoenix      |
| 母 メイセツ 1971 鹿毛                                            | 母の母ニットウホープ 1963 黒鹿毛                                 | *ライジングフレーム Rising Flame                                 | Admirable               |                  |
| 母 メイセツ 1971 鹿毛                                            | 母の母ニットウホープ 1963 黒鹿毛                                 | スズキホープ                                                     | *ブツフラー             | *ブツフラー      |
| 母 メイセツ 1971 鹿毛                                            | 母の母ニットウホープ 1963 黒鹿毛                                 | スズキホープ                                                     | クインナルビー F-No.7-d |                  |

4代母クインナルビーは1953年秋の天皇賞（秋）優勝馬。オグリキャップやキョウエイマーチの母系祖先としても有名である。